# Список Героев Советского Союза (Плетнёв — Половинкин)
В настоящем списке представлены в алфавитном порядке все Герои Советского Союза, чьи фамилии начинаются с буквы «П» (всего 940 человек, из которых 12 удостоены звания дважды и один — А. И. Покрышкин — трижды). Список содержит даты Указов Президиума Верховного Совета СССР о присвоении звания, информацию о роде войск, должности и воинском звании Героев на дату представления к присвоению звания Героя Советского Союза, годах их жизни.
- Персиковым цветом  в таблице выделены Герои, удостоенные звания дважды и более раз.
- Серым цветом  в таблице выделены Герои, представленные к званию посмертно.

| Навигационная таблица | Навигационная таблица                 |
| --------------------- | ------------------------------------- |
| «П»                   | Павкин Иван — Пантелеев Лев           |
| «П»                   | Пантелькин Анатолий — Перелёт Алексей |
| «П»                   | Перепелица Александр — Петрушин Иван  |
| «П»                   | Петрюк Василий — Плетенской Павел     |
| «П»                   | Плетнёв Пётр — Половинкин Александр   |
| «П»                   | Половинкин Валентин — Попов Николай   |
| «П»                   | Попов Павел — Просолов Иван           |
| «П»                   | Просяник Емельян — Пятяри Иван        |

| № п/п | Фамилия Имя Отчество                                                                                             | Дата Указа                       | Род войск                           | Должность | Звание                                             | Годы жизни                                 | БС ГС НЛ                        |
| ----- | --- | -------------------------------- | ----------------------------------- | --- | -------------------------------------------------- | ------------------------------------------ | ------------------------------- |
| 463   | Плетнёв Пётр Фёдорович                                                                                           | 24.03.1945                       | артиллерия                          | командир батареи 1001-го стрелкового полка 279-й стрелковой дивизии 51-й армии 4-го Украинского фронта | майор                                              | 10.07.1915 — 27.03.1994                    | [ БС 1 ] [ ГС 1 ] [ НЛ 1 ]      |
| 464   | Плеханов Андрей Филиппович                                                                                       | 15.05.1946                       | авиация                             | заместитель командира эскадрильи 73-го гвардейского истребительного авиационного полка 6-й гвардейской истребительной авиационной дивизии 5-й воздушной армии 2-го Украинского фронта | гвардии капитан                                    | 09.08.1918 — 20.06.1986                    | [ БС 1 ] [ ГС 2 ] [ НЛ 2 ]      |
| 465   | Плеханов Иван Ефимович                                                                                           | 28.01.1943                       | авиация                             | командир звена 158-го истребительного авиационного полка 7-го истребительного авиационного корпуса Ленинградской армии ПВО | старший лейтенант                                  | 27.09.1917 — 19.04.2005                    | [ БС 1 ] [ ГС 3 ] [ НЛ 3 ]      |
| 466   | Плеханов Николай Алексеевич                                                                                      | 31.05.1945                       | танкист                             | механик-водитель танка Mk X 189-го гвардейского танкового полка 17-й гвардейской кавалерийской дивизии 2-го гвардейского кавалерийского корпуса 1-го Белорусского фронта | гвардии старший сержант                            | 15.08.1921 — 01.05.1985                    | [ БС 1 ] [ ГС 4 ] [ НЛ 4 ]      |
| 467   | Плешаков Александр Яковлевич                                                                                     | 23.02.1945                       | авиация                             | старший лётчик 7-го гвардейского штурмового авиационного полка 230-й штурмовой авиационной дивизии 4-й воздушной армии 2-го Белорусского фронта | гвардии лейтенант                                  | 21.06.1922 — 04.12.2001                    | [ БС 2 ] [ ГС 5 ] [ НЛ 5 ]      |
| 468   | Плешаков Алексей Сергеевич                                                                                       | 15.05.1946                       | авиация                             | командир эскадрильи 703-го штурмового авиационного полка 281-й штурмовой авиационной дивизии 13-й воздушной армии Ленинградского фронта | майор                                              | 17.08.1914 — 18.06.1988                    | [ БС 3 ] [ ГС 6 ] [ НЛ 6 ]      |
| 469   | Плешев Иван Николаевич                                                                                           | 24.03.1945                       | артиллерия                          | командир 1437-го самоходного артиллерийского полка 1-го танкового корпуса 2-й гвардейской армии 1-го Прибалтийского фронта | майор                                              | 14.03.1904 — 14.05.1968                    | [ БС 3 ] [ ГС 7 ] [ НЛ 7 ]      |
| 470   | Плешивцев Иван Николаевич                                                                                        | 27.02.1945                       | пехота                              | командир пулемётной роты 1028-го стрелкового полка 260-й стрелковой дивизии 47-й армии 1-го Белорусского фронта | старший лейтенант                                  | 01.07.1910 — 1952                          | [ БС 3 ] [ ГС 8 ] [ НЛ 8 ]      |
| 471   | Плешков Иван Иванович                                                                                            | 21.03.1940                       | артиллерия                          | командир огневого взвода батареи 245-го стрелкового полка 123-й стрелковой дивизии 7-й армии Северо-Западного фронта | младший лейтенант                                  | 17.01.1910 — 29.04.1942                    | [ БС 3 ] [ ГС 9 ] [ НЛ 9 ]      |
| 472   | Плешков Пётр Антонович                                                                                           | 26.10.1943                       | пехота                              | командир 225-го гвардейского стрелкового полка 78-й гвардейской стрелковой дивизии 7-й гвардейской армии Степного фронта | гвардии майор                                      | 22.08.1904 — 01.02.1961                    | [ БС 3 ] [ ГС 10 ] [ НЛ 10 ]    |
| 473   | Плиев Исса Александрович осет. Плиты Алыксандры фырт Иссæ                                                        | 16.04.1944 08.09.1945            | генерал                             | командир конно-механизированной группы 3-го Украинского фронта командир конно-механизированной группы Забайкальского фронта | генерал-лейтенант генерал-полковник                | 25.11.1903 — 06.02.1979                    | [ БС 3 ] [ ГС 11 ] [ НЛ 11 ]    |
| 474   | Плис Иван Григорьевич укр. Плис Іван Григорович                                                                  | 21.07.1944                       | инженер                             | командир взвода 222-го отдельного моторизированного штурмового инженерно-сапёрного батальона 20-й моторизованированной штурмовой инженерно-сапёрной бригады РГК в составе 7-й армии Карельского фронта | лейтенант                                          | 23.10.1919 — 18.09.2004                    | [ БС 4 ] [ ГС 12 ] [ НЛ 12 ]    |
| 475   | Плосконос Игорь Николаевич укр. Плосконос Ігор Миколайович                                                       | 15.11.1983                       | пехота                              | командир разведывательной роты 783-го отдельного разведывательного батальона 201-й мотострелковой дивизии 40-й армии ограниченного контингента советских войск в Афганистане | старший лейтенант                                  | 26.04.1959 — 08.07.2013                    | ——                              |
| 476   | Плоткин Михаил Николаевич                                                                                        | 13.08.1941                       | авиация                             | помощник командира эскадрильи 1-го минно-торпедного авиационного полка 8-й бомбардировочной авиационной бригады ВВС Балтийского флота | капитан                                            | 02.05.1912 — 07.03.1942                    | ——                              |
| 477   | Плотников Александр Григорьевич                                                                                  | 21.03.1940                       | танкист                             | командир взвода танков Т-26 28-го отдельного танкового полка 70-й стрелковой дивизии 7-й армии Северо-Западного фронта | лейтенант                                          | 23.04.1916 — 25.07.1942                    | [ БС 5 ] [ ГС 15 ] [ НЛ 13 ]    |
| 478   | Плотников Дмитрий Иванович                                                                                       | 22.02.1944                       | артиллерия                          | командир орудия 270-го гвардейского стрелкового полка 89-й гвардейской стрелковой дивизии 37-й армии Степного фронта | гвардии сержант                                    | 1921 — 17.06.1947                          | [ БС 5 ] [ ГС 16 ] [ НЛ 14 ]    |
| 479   | Плотников Павел Артемьевич                                                                                       | 19.08.1944 27.06.1945            | авиация                             | заместитель командира эскадрильи 82-го гвардейского бомбардировочного авиационного полка 1-й гвардейской бомбардировочной авиационной дивизии 2-го гвардейского бомбардировочного авиационного корпуса 5-й воздушной армии 2-го Украинского фронта командир эскадрильи 81-го гвардейского бомбардировочного авиаполка 1-й гвардейской бомбардировочной авиационной дивизии 6-го гвардейского бомбардировочного авиационного корпуса 2-й воздушной армии 1-го Украинского фронта | гвардии старший лейтенант гвардии капитан          | 04.03.1920 — 14.12.2000                    | [ БС 5 ] [ ГС 17 ] [ НЛ 15 ]    |
| 480   | Плотников Павел Михайлович                                                                                       | 29.06.1945                       | пехота                              | командир 1260-го стрелкового полка 380-й стрелковой дивизии 49-й армии 2-го Белорусского фронта | подполковник                                       | 26.08.1917 — 26.06.2015                    | [ БС 5 ] [ ГС 18 ] [ НЛ 16 ]    |
| 481   | Плотников Фёдор Васильевич                                                                                       | 20.12.1943                       | артиллерия                          | замковый орудия 130-го гвардейского артиллерийского полка 58-й гвардейской стрелковой дивизии 57-й армии Степного фронта | гвардии красноармеец                               | 04.10.1904 — 11.07.1972                    | [ БС 5 ] [ ГС 19 ] [ НЛ 17 ]    |
| 482   | Плотянский Пётр Трофимович                                                                                       | 25.10.1943                       | пехота                              | командир отдельной разведывательной роты 107-й отдельной стрелковой бригады 18-й армии Северо-Кавказского фронта | старший лейтенант                                  | 30.01.1912 — 02.02.1997                    | [ БС 6 ] [ ГС 20 ] [ НЛ 18 ]    |
| 483   | Плохих Иван Николаевич                                                                                           | 27.02.1945                       | артиллерия                          | наводчик орудия 1050-го стрелкового полка 301-й стрелковой дивизии 5-й ударной армии 1-го Белорусского фронта | сержант                                            | 20.01.1924 — 19.01.1962                    | [ БС 7 ] [ ГС 21 ] [ НЛ 19 ]    |
| 484   | Плохов Алексей Александрович                                                                                     | 13.03.1944                       | авиация                             | командир звена 7-го гвардейского авиационного полка 54-й авиационной дивизии 5-го авиационного корпуса Авиации дальнего действия | гвардии лейтенант                                  | 17.04.1921 — 27.06.2006                    | [ БС 7 ] [ ГС 22 ] [ НЛ 20 ]    |
| 485   | Плохой Василий Павлович                                                                                          | 02.04.1944                       | партизан                            | активный участник партизанской борьбы на оккупированной территории Ленинградской области, командир партизанского отряда 7-й Ленинградской партизанской бригады | —                                                  | 20.03.1919 — 27.09.1988                    | [ БС 7 ] [ ГС 23 ] [ НЛ 21 ]    |
| 486   | Плугарёв Михаил Михайлович                                                                                       | 17.11.1943                       | пехота                              | командир взвода 6-го гвардейского стрелкового полка 2-й гвардейской стрелковой дивизии 56-й армии Северо-Кавказского фронта | гвардии старший сержант                            | 16.09.1912 — 12.09.1965                    | [ БС 7 ] [ ГС 24 ] [ НЛ 22 ]    |
| 487   | Плугатарь Алексей Петрович укр. Плугатар Олексій Петрович                                                        | 24.03.1945                       | танкист                             | командир роты танков Т-34 117-й танковой бригады 1-го танкового корпуса 2-й гвардейской армии 1-го Прибалтийского фронта | гвардии старший лейтенант                          | 17.03.1911 — 10.10.1944                    | [ БС 7 ] [ ГС 25 ] [ НЛ 23 ]    |
| 488   | Плужников Тимофей Григорьевич укр. Плужников Тимофій Григорович                                                  | 26.10.1944                       | артиллерия                          | командир 293-го гаубичного артиллерийского полка 9-й гаубичной артиллерийской бригады 5-й артиллерийской дивизии 4-го артиллерийского корпуса прорыва РГК в составе 8-й гвардейской армии 1-го Белорусского фронта | подполковник                                       | 19.02.1914 — 30.09.1966                    | [ БС 7 ] [ ГС 26 ] [ НЛ 24 ]    |
| 489   | Плысенко Артём Михайлович укр. Плисенко Артем Михайлович                                                         | 24.03.1945                       | инженер                             | сапёр 51-го гвардейского отдельного сапёрного батальона 13-го гвардейского стрелкового корпуса 2-й гвардейской армии 1-го Прибалтийского фронта | гвардии красноармеец                               | 1898 — 22.04.1945                          | [ БС 8 ] [ ГС 27 ] [ НЛ 25 ]    |
| 490   | Плысюк Николай Ефимович укр. Плисюк Микола Юхимович                                                              | 10.04.1945                       | артиллерия                          | командир 322-го гвардейского истребительно-противотанкового артиллерийского полка 8-й гвардейской отдельной истребительно-противотанковой артиллерийской бригады РГК в составе войск 1-го Украинского фронта | гвардии подполковник                               | 21.12.1913 — 19.05.1971                    | [ БС 9 ] [ ГС 28 ] [ НЛ 26 ]    |
| 491   | Плюснин Николай Васильевич                                                                                       | 03.06.1944                       | пехота                              | командир взвода автоматчиков мотострелкового батальона 9-й гвардейской механизированной бригады 3-го гвардейского механизированного корпуса 47-й армии Воронежского фронта | гвардии старший сержант                            | 17.05.1917 — 10.12.1997                    | [ БС 9 ] [ ГС 29 ] [ НЛ 27 ]    |
| 492   | Плющ Александр Васильевич                                                                                        | 15.01.1944                       | пехота                              | стрелок 118-го гвардейского стрелкового полка 37-й гвардейской стрелковой дивизии 65-й армии Белорусского фронта | гвардии красноармеец                               | 23.07.1923 — 03.08.1999                    | [ БС 9 ] [ ГС 30 ] [ НЛ 28 ]    |
| 493   | Плющенко Сергей Алексеевич                                                                                       | 20.12.1943                       | танкист                             | командир танковой роты 43-го отдельного танкового полка 37-й армии Степного фронта | старший сержант                                    | 1919 — 15.02.1944                          | [ БС 9 ] [ ГС 31 ] [ НЛ 29 ]    |
| 494   | Плякин Александр Васильевич                                                                                      | 31.05.1945                       | пехота                              | командир 246-го гвардейского стрелкового полка 82-й гвардейской стрелковой дивизии 8-й гвардейской армии 1-го Белорусского фронта | гвардии майор                                      | 19.12.1905 — 07.02.1971                    | [ БС 9 ] [ ГС 32 ] [ НЛ 30 ]    |
| 495   | Плякин Иван Антонович                                                                                            | 22.07.1944                       | артиллерия                          | командир миномётной роты 199-го гвардейского стрелкового полка 67-й гвардейской стрелковой дивизии 6-й гвардейской армии 1-го Прибалтийского фронта | гвардии капитан                                    | 1915 — 25.06.1944                          | [ БС 9 ] [ ГС 33 ] [ НЛ 31 ]    |
| 496   | Пляшечник Яков Иванович укр. Пляшечник Яків Іванович                                                             | 20.06.1942                       | авиация                             | командир отряда 1-го тяжёлого бомбардировочного авиационного полка 23-й тяжёлой бомбардировочной авиационной дивизии Дальнебомбардировочной авиации | капитан                                            | 09.12.1907 — 11.02.1944                    | [ БС 9 ] [ ГС 34 ] [ НЛ 32 ]    |
| 497   | Поверенный Александр Васильевич укр. Повіренний Олександр Васильович                                             | 20.12.1943                       | артиллерия                          | наводчик орудия 5-го гвардейского артиллерийского полка 10-й гвардейской воздушно-десантной дивизии 37-й армии Степного фронта | гвардии сержант                                    | 25.08.1919 — 14.10.1981                    | [ БС 10 ] [ ГС 35 ] [ НЛ 33 ]   |
| 498   | Поветкин Пётр Георгиевич                                                                                         | 17.11.1943                       | пехота                              | командир 1-го гвардейского стрелкового полка 2-й гвардейской стрелковой дивизии 56-й армии Северо-Кавказского фронта | гвардии полковник                                  | 02.05.1906 — 05.08.1970                    | [ БС 11 ] [ ГС 36 ] [ НЛ 34 ]   |
| 499   | Поворознюк Иван Семёнович укр. Поворознюк Іван Семенович                                                         | 03.06.1944                       | танкист                             | командир танкового взвода 119-го отдельного танкового полка 10-й гвардейской армии Западного фронта | старший лейтенант                                  | 20.11.1920 — 09.08.1943                    | [ БС 11 ] [ ГС 37 ] [ НЛ 35 ]   |
| 500   | Погодаев Степан Борисович (Погадаев Степан Борисович)                                                            | 24.03.1945                       | пехота                              | командир отделения роты автоматчиков 997-го стрелкового полка 263-й стрелковой дивизии 51-й армии 4-го Украинского фронта | старший сержант                                    | 1905 — 09.05.1944                          | [ БС 11 ] [ ГС 38 ] [ НЛ 36 ]   |
| 501   | Погодин Дмитрий Дмитриевич                                                                                       | 31.12.1936                       | танкист                             | командир роты танков Т-26 в составе вооружённых сил Испанской Республики | лейтенант                                          | 11.09.1907 — 13.09.1943                    | ——                              |
| 502   | Погодин Николай Кузьмич                                                                                          | 29.03.1944                       | артиллерия                          | командир батареи 13-й гвардейской тяжёлой пушечной артиллерийской бригады 4-й гвардейской артиллерийской дивизии РГК в составе войск Западного фронта | гвардии капитан                                    | 15.08.1921 — 07.08.1977                    | [ БС 11 ] [ ГС 40 ] [ НЛ 37 ]   |
| 503   | Погорелов Василий Порфирьевич (Погорелов Василий Парфирьевич) укр. Погорєлов Василь Порфирович                   | 21.07.1942                       | авиация                             | заместитель командира 240-й отдельной разведывательной авиационной эскадрильи Северо-Западного фронта | старший лейтенант                                  | 18.08.1919 — 10.03.1943                    | [ БС 11 ] [ ГС 41 ] [ НЛ 38 ]   |
| 504   | Погорелов Василий Фёдорович                                                                                      | 24.03.1945                       | пехота                              | командир роты 183-го гвардейского стрелкового полка 59-й гвардейской стрелковой дивизии 46-й армии 2-го Украинского фронта | гвардии лейтенант                                  | 27.02.1925 — 22.04.1977                    | [ БС 11 ] [ ГС 42 ] [ НЛ 39 ]   |
| 505   | Погорелов Иван Фёдорович укр. Погорєлов Іван Федорович                                                           | 22.02.1944                       | артиллерия                          | командир орудия 267-го гвардейского стрелкового полка 89-й гвардейской стрелковой дивизии 37-й армии Степного фронта | гвардии сержант                                    | 28.12.1924 — 08.10.1981                    | [ БС 12 ] [ ГС 43 ] [ НЛ 40 ]   |
| 506   | Погорелов Михаил Савельевич укр. Погорєлов Михайло Савелійович                                                   | 18.08.1945                       | авиация                             | командир эскадрильи 4-го истребительного авиационного полка 185-й истребительной авиационной дивизии 14-го истребительного авиационного корпуса 15-й воздушной армии 2-го Прибалтийского фронта | капитан                                            | 08.11.1921 — 13.03.1981                    | [ БС 13 ] [ ГС 44 ] [ НЛ 41 ]   |
| 507   | Погорелов Семён Алексеевич (Погорилый Семён Алексеевич) укр. Погорілий Семен Олексійович                         | 27.02.1945                       | танкист                             | командир танкового взвода 49-й гвардейской танковой бригады 12-го гвардейского танкового корпуса 2-й гвардейской танковой армии 1-го Белорусского фронта | гвардии лейтенант                                  | 15.02.1915 — 21.02.1945                    | [ БС 13 ] [ ГС 45 ] [ НЛ 42 ]   |
| 508   | Погорельцев Александр Егорович (Погорельцов Александр Егорович)                                                  | 27.02.1945                       | комиссар                            | парторг батальона 446-го стрелкового полка 397-й стрелковой дивизии 61-й армии 1-го Белорусского фронта | лейтенант                                          | 25.08.1917 — 27.09.1978                    | [ БС 13 ] [ ГС 46 ] [ НЛ 43 ]   |
| 509   | Погосян Арамаис Саркисович арм. Պողոսյան Արամայիս                                                                | 20.12.1943                       | инженер                             | командир отделения 6-го отдельного моторизированного понтонно-мостового батальона 37-й армии Степного фронта | старший сержант                                    | 1914 — 29.09.1943                          | [ БС 13 ] [ ГС 47 ] [ НЛ 44 ]   |
| 510   | Погребной Даниил Кононович укр. Погрібний Данило Кононович                                                       | 13.09.1944                       | пехота                              | стрелок 933-го стрелкового полка 254-й стрелковой дивизии 52-й армии 2-го Украинского фронта | красноармеец                                       | 1896 — 10.04.1965                          | [ БС 13 ] [ ГС 48 ] [ НЛ 45 ]   |
| 511   | Пода Павел Андрианович                                                                                           | 18.05.1943                       | кавалерия                           | командир пулемётного взвода 11-го гвардейского кавалерийского полка 4-й гвардейской кавалерийской дивизии 2-го гвардейского кавалерийского корпуса Центрального фронта | лейтенант                                          | 1908 — 18.03.1943                          | [ БС 13 ] [ ГС 49 ] [ НЛ 46 ]   |
| 512   | Поданев Егор Фёдорович                                                                                           | 27.02.1945                       | танкист                             | механик-водитель танка Т-34 50-й гвардейской танковой бригады 9-го гвардейского танкового корпуса 2-й гвардейской танковой армии 1-го Белорусского фронта | гвардии старший сержант                            | 11.02.1925 — 11.02.1945                    | [ БС 13 ] [ ГС 50 ] [ НЛ 47 ]   |
| 513   | Подгайнов Степан Ильич                                                                                           | 16.11.1943                       | артиллерия                          | командир батареи 276-го гвардейского лёгкого артиллерийского полка 5-й гвардейской артиллерийской дивизии 4-го артиллерийского корпуса прорыва РГК в составе 70-й армии Центрального фронта | гвардии лейтенант                                  | 19.11.1915 — 22.06.1980                    | [ БС 13 ] [ ГС 51 ] [ НЛ 48 ]   |
| 514   | Подгорбунский Владимир Николаевич                                                                                | 10.01.1944                       | танкист                             | командир взвода разведывательной роты 19-й гвардейской механизированной бригады 8-го гвардейского механизированного корпуса 1-й танковой армии 1-го Украинского фронта | гвардии старший лейтенант                          | 25.04.1916 — 19.08.1944                    | [ БС 14 ] [ ГС 52 ] [ НЛ 49 ]   |
| 515   | Подгорбунский Леонид Яковлевич                                                                                   | 15.05.1946                       | комиссар                            | парторг батальона 1052-го стрелкового полка 301-й стрелковой дивизии 5-й ударной армии 1-го Белорусского фронта | лейтенант                                          | 1921 — 27.04.1945                          | [ БС 15 ] [ ГС 53 ] [ НЛ 50 ]   |
| 516   | Подгорный Тимофей Николаевич                                                                                     | 24.03.1945                       | артиллерия                          | наводчик орудия 1187-го истребительного противотанкового артиллерийского полка 25-й отдельной истребительно-противотанковой артиллерийской бригады 2-й гвардейской армии 1-го Прибалтийского фронта | красноармеец                                       | 24.01.1925 — 21.08.1944                    | [ БС 15 ] [ ГС 54 ] [ НЛ 51 ]   |
| 517   | Поддавашкин Александр Васильевич                                                                                 | 31.05.1945                       | танкист                             | командир танковой роты 65-й гвардейской танковой бригады 9-го гвардейского танкового корпуса 2-й гвардейской танковой армии 1-го Белорусского фронта | гвардии лейтенант                                  | 25.09.1919 — 26.01.1976                    | [ БС 15 ] [ ГС 55 ] [ НЛ 52 ]   |
| 518   | Поддубный Алексей Павлович укр. Піддубний Олексій Павлович                                                       | 23.10.1943                       | артиллерия                          | начальник артиллерии 569-го стрелкового полка 161-й стрелковой дивизии 40-й армии Воронежского фронта | капитан                                            | 10.03.1907 — 01.10.1986                    | [ БС 15 ] [ ГС 56 ] [ НЛ 53 ]   |
| 519   | Поддубный Николай Иванович укр. Піддубний Микола Іванович                                                        | 16.05.1944                       | инженер                             | командир отделения 3-го гвардейского отдельного моторизированного инженерного батальона 4-го Украинского фронта | гвардии старший сержант                            | 1922 — 13.04.1944                          | [ БС 15 ] [ ГС 57 ] [ НЛ 54 ]   |
| 520   | Подзигун Владимир Филиппович укр. Подзігун Володимир Пилипович                                                   | 22.08.1944                       | артиллерия                          | командир отделения разведки батареи 472-го артиллерийского полка 42-й стрелковой дивизии 33-й армии 2-го Белорусского фронта | старший сержант                                    | 11.04.1923 — 28.04.2001                    | [ БС 16 ] [ ГС 58 ] [ НЛ 55 ]   |
| 521   | Подколоднов Виктор Гаврилович укр. Подколоднов Віктор Гаврилович                                                 | 08.09.1943                       | авиация                             | заместитель командира эскадрильи 72-го отдельного разведывательного авиационного полка 6-й воздушной армии Северо-Западного фронта | капитан                                            | 18.01.1918 — 09.07.1944                    | [ БС 17 ] [ ГС 59 ] [ НЛ 56 ]   |
| 522   | Подкопаев Степан Иванович                                                                                        | 13.11.1943                       | инженер                             | командир сапёрного отделения 616-го отдельного сапёрного батальона 337-й стрелковой дивизии 40-й армии Воронежского фронта | ефрейтор                                           | 02.01.1898 — 21.07.1979                    | [ БС 17 ] [ ГС 60 ] [ НЛ 57 ]   |
| 523   | Подкопай Иван Яковлевич укр. Підкопай Іван Якович                                                                | 22.02.1944                       | пехота                              | командир роты автоматчиков 39-го гвардейского стрелкового полка 13-й гвардейской стрелковой дивизии 5-й гвардейской армии Степного фронта | гвардии капитан                                    | 1919 — 10.12.1943                          | [ БС 17 ] [ ГС 61 ] [ НЛ 58 ]   |
| 524   | Подлузский Сергей Владимирович                                                                                   | 15.01.1944                       | кавалерия                           | командир сабельного взвода 60-го гвардейского кавалерийского полка 16-й гвардейской кавалерийской дивизии 7-го гвардейского кавалерийского корпуса 61-й армии Центрального фронта | гвардии старший сержант                            | 16.10.1919 — 22.07.1977                    | [ БС 17 ] [ ГС 62 ] [ НЛ 59 ]   |
| 525   | Поднавозный Степан Трофимович                                                                                    | 17.11.1939                       | танкист                             | механик-водитель огнемётного танка роты боевого обеспечения 6-й танковой бригады 1-й армейской группы | младший комвзвод                                   | 24.08.1917 — 24.08.1939                    | ——                              |
| 526   | Подневич Валентин Афанасьевич                                                                                    | 17.05.1944                       | артиллерия                          | командир батареи 849-го артиллерийского полка 294-й стрелковой дивизии 52-й армии 2-го Украинского фронта | старший лейтенант                                  | 19.09.1923 — 05.12.1943                    | [ БС 17 ] [ ГС 64 ] [ НЛ 60 ]   |
| 527   | Подольцев Иван Григорьевич                                                                                       | 24.03.1945                       | пехота                              | командир 316-й отдельной разведывательной роты 263-й стрелковой дивизии 51-й армии 4-го Украинского фронта | капитан                                            | 13.02.1910 — 10.05.1944                    | [ БС 17 ] [ ГС 65 ] [ НЛ 61 ]   |
| 528   | Подорожный Николай Алексеевич                                                                                    | 15.05.1946                       | комиссар                            | комсорг батальона 448-го стрелкового полка 397-й стрелковой дивизии 61-й армии 1-го Белорусского фронта | младший лейтенант                                  | 15.12.1924 — 14.11.1998                    | [ БС 18 ] [ ГС 66 ] [ НЛ 62 ]   |
| 529   | Подсадник Николай Георгиевич бел. Падсаднік Мікалай Георгіевіч                                                   | 18.08.1945                       | авиация                             | командир звена 165-го гвардейского штурмового авиационного полка 10-й гвардейской штурмовой авиационной дивизии 17-й воздушной армии 3-го Украинского фронта | гвардии лейтенант                                  | 01.01.1922 — 24.11.1975                    | [ БС 19 ] [ ГС 67 ] [ НЛ 63 ]   |
| 530   | Подчуфаров Александр Гаврилович                                                                                  | 22.02.1944                       | пехота                              | стрелок 182-го гвардейского стрелкового полка 62-й гвардейской стрелковой дивизии 37-й армии Степного фронта | гвардии красноармеец                               | 17.10.1911 — 25.07.1978                    | [ БС 19 ] [ ГС 68 ] [ НЛ 64 ]   |
| 531   | Подшибякин Михаил Яковлевич                                                                                      | 03.06.1944                       | артиллерия                          | командир артиллерийской батареи 372-го стрелкового полка 218-й стрелковой дивизии 47-й армии Воронежского фронта | старший лейтенант                                  | 05.06.1916 — 20.07.1967                    | [ БС 19 ] [ ГС 69 ] [ НЛ 65 ]   |
| 532   | Подымахин Матвей Прокопьевич                                                                                     | 05.11.1944                       | морской флот                        | командир звена 2-го дивизиона 2-й бригады торпедных катеров Черноморского флота | старший лейтенант                                  | 02.11.1917 — 17.02.1993                    | [ БС 19 ] [ ГС 70 ] [ НЛ 66 ]   |
| 533   | Пожарский Иван Алексеевич                                                                                        | 25.10.1938                       | комиссар                            | военный комиссар 5-го отдельного разведывательного батальона 40-й стрелковой дивизии | старший политрук                                   | 27.08.1905 — 07.08.1938                    | ——                              |
| 534   | Пожарский Николай Митрофанович (Пожарнов Николай Митрофанович)                                                   | 06.04.1945                       | генерал                             | командующий артиллерией 8-й гвардейской армии 1-го Белорусского фронта | гвардии генерал-лейтенант артиллерии               | 06.05.1899 — 12.09.1945                    | [ БС 19 ] [ ГС 72 ] [ НЛ 67 ]   |
| 535   | Поздеев Пётр Кириллович                                                                                          | 23.10.1943                       | пехота                              | разведчик 955-го стрелкового полка 309-й стрелковой дивизии 40-й армии Воронежского фронта | красноармеец                                       | 02.07.1924 — 02.12.1998                    | [ БС 19 ] [ ГС 73 ] [ НЛ 68 ]   |
| 536   | Поздняков Алексей Павлович                                                                                       | 06.06.1942                       | авиация                             | командир звена 147-го истребительного авиационного полка 1-й смешанной авиационной дивизии 14-й армии Карельского фронта | гвардии капитан                                    | 26.02.1916 — 08.04.1942                    | [ БС 19 ] [ ГС 74 ] [ НЛ 69 ]   |
| 537   | Поздняков Алексей Петрович                                                                                       | 10.02.1943                       | авиация                             | штурман эскадрильи 125-го бомбардировочного авиационного полка 2-й смешанной авиационной дивизии Ленинградского фронта | лейтенант                                          | 24.03.1918 — 02.07.2005                    | [ БС 20 ] [ ГС 75 ] [ НЛ 70 ]   |
| 538   | Поздняков Константин Фёдорович                                                                                   | 24.08.1943                       | авиация                             | старший пилот 867-го истребительного авиационного полка 207-й истребительной авиационной дивизии 3-го смешанного авиационного корпуса 17-й воздушной армии Юго-Западного фронта | лейтенант                                          | 24.09.1916 — 03.11.1985                    | [ БС 21 ] [ ГС 76 ] [ НЛ 71 ]   |
| 539   | Поздняков Сергей Петрович                                                                                        | 17.10.1943                       | артиллерия                          | командир 138-го армейского миномётного полка 60-й армии Центрального фронта | подполковник                                       | 02.07.1896 — 30.09.1949                    | [ БС 21 ] [ ГС 77 ] [ НЛ 72 ]   |
| 540   | Поздняков Фёдор Григорьевич                                                                                      | 26.09.1944                       | танкист                             | командир батальона 20-й танковой бригады 11-го танкового корпуса 1-го Белорусского фронта | капитан                                            | 16.02.1908 — 25.07.1944                    | [ БС 21 ] [ ГС 78 ] [ НЛ 73 ]   |
| 541   | Позевалкин Николай Михайлович                                                                                    | 24.03.1945                       | артиллерия                          | командир расчёта миномётной батареи 360-го стрелкового полка 74-й стрелковой дивизии 57-й армии 3-го Украинского фронта | старший сержант                                    | 1905 — 29.01.1945                          | [ БС 21 ] [ ГС 79 ] [ НЛ 74 ]   |
| 542   | Позняк Виктор Генрихович лит. Pozniakas Viktoras                                                                 | 06.04.1945                       | генерал                             | командир 77-го стрелкового корпуса 47-й армии 1-го Белорусского фронта | генерал-майор                                      | 26.04.1901 — 12.08.1983                    | [ БС 21 ] [ ГС 80 ] [ НЛ 75 ]   |
| 543   | Позняков Александр Александрович укр. Поздняков Олександр Олександрович                                          | 27.02.1945                       | артиллерия                          | командир взвода противотанковых орудий мотострелкового батальона 34-й гвардейской мотострелковой бригады 12-го гвардейского танкового корпуса 2-й гвардейской танковой армии 1-го Белорусского фронта | гвардии лейтенант                                  | 16.08.1919 — 05.10.2004                    | [ БС 22 ] [ ГС 81 ] [ НЛ 76 ]   |
| 544   | Позолотин Тимофей Семёнович                                                                                      | 26.12.1942                       | танкист                             | командир 17-го гвардейского отдельного танкового полка 1-го гвардейского механизированного корпуса 3-й гвардейской армии Юго-Западного фронта | гвардии подполковник                               | 05.02.1908 — 09.09.1943                    | [ БС 23 ] [ ГС 82 ] [ НЛ 77 ]   |
| 545   | Покало Михаил Фёдорович                                                                                          | 24.07.1943                       | авиация                             | штурман звена 24-го минно-торпедного авиационного полка 5-й бомбардировочной авиационной бригады ВВС Северного флота | старший лейтенант                                  | 30.04.1912 — 25.04.1943                    | [ БС 23 ] [ ГС 83 ] [ НЛ 78 ]   |
| 546   | Покальчук Иван Михайлович укр. Покальчук Іван Михайлович                                                         | 21.07.1944                       | артиллерия                          | командир орудия 381-го стрелкового полка 109-й стрелковой дивизии 21-й армии Ленинградского фронта | сержант                                            | 1906 — 22.06.1944                          | [ БС 23 ] [ ГС 84 ] [ НЛ 79 ]   |
| 547   | Покатилов Иван Григорьевич (Покотило Иван Григорьевич, Покотилов Иван Григорьевич) укр. Покотило Іван Григорович | 10.01.1944                       | пехота                              | старший адъютант мотострелкового пулемётного батальона 55-й гвардейской танковой бригады 7-го гвардейского танкового корпуса 3-й гвардейской танковой армии 1-го Украинского фронта | гвардии старший лейтенант                          | 23.09.1911 — 13.01.1945                    | [ БС 23 ] [ ГС 85 ] [ НЛ 80 ]   |
| 548   | Покачалов Николай Николаевич                                                                                     | 13.03.1944                       | авиация                             | штурман эскадрильи 101-го авиационного полка 1-й авиационной дивизии 7-го авиационного корпуса Авиации дальнего действия | майор                                              | 28.11.1910 — 24.04.1952                    | [ БС 23 ] [ ГС 86 ] [ НЛ 81 ]   |
| 549   | Покидько Василий Маркович укр. Покидько Василь Маркович                                                          | 24.03.1945                       | пехота                              | командир батальона 226-го стрелкового полка 63-й стрелковой дивизии 5-й армии 3-го Белорусского фронта | капитан                                            | 28.01.1919 — 10.06.1991                    | [ БС 23 ] [ ГС 87 ] [ НЛ 82 ]   |
| 550   | Покликушкин Александр Васильевич                                                                                 | 01.07.1944                       | авиация                             | командир звена 74-го гвардейского штурмового авиационного полка 1-й гвардейской штурмовой авиационной дивизии 8-й воздушной армии 4-го Украинского фронта | гвардии лейтенант                                  | 28.10.1913 — 18.03.1945                    | [ БС 23 ] [ ГС 88 ] [ НЛ 83 ]   |
| 551   | Поколодный Василий Дмитриевич укр. Поколодний Василь Дмитрович                                                   | 14.02.1943                       | авиация                             | командир звена 24-го ближнебомбардировочного авиационного полка 61-й смешанной авиационной дивизии Брянского фронта | старший лейтенант                                  | 27.07.1916 — 01.04.1942                    | [ БС 24 ] [ ГС 89 ] [ НЛ 84 ]   |
| 552   | Покрамович Дмитрий Семёнович                                                                                     | 02.11.1944                       | пехота                              | командир 35-й отдельной разведывательной роты 14-й стрелковой дивизии 14-й армии Карельского фронта | старший лейтенант                                  | 28.12.1921 — 14.03.1945                    | [ БС 25 ] [ ГС 90 ] [ НЛ 85 ]   |
| 553   | Покровский Владимир Павлович                                                                                     | 24.07.1943                       | авиация                             | командир звена 2-го гвардейского истребительного авиационного полка 6-й истребительной авиационной бригады ВВС Северного флота | гвардии капитан                                    | 22.07.1918 — 22.03.1998                    | [ БС 25 ] [ ГС 91 ] [ НЛ 86 ]   |
| 554   | Покровский Георгий Фёдорович                                                                                     | 15.08.1944                       | партизан                            | активный участник партизанской борьбы в Белоруссии, командир партизанской бригады «Народные мстители» имени В Т. Воронянского | —                                                  | 15.01.1915 — 04.06.2002                    | [ БС 25 ] [ ГС 92 ] [ НЛ 87 ]   |
| 555   | Покровский Николай Прокофьевич                                                                                   | 15.08.1944                       | партизан                            | активный участник партизанской борьбы в Белоруссии, командир партизанской бригады «Беларусь» | —                                                  | 09.05.1909 — 04.08.1976                    | [ БС 25 ] [ ГС 93 ] [ НЛ 88 ]   |
| 556   | Покрышев Пётр Афанасьевич укр. Покришев Петро Опанасович                                                         | 10.02.1943 24.08.1943            | авиация                             | командир эскадрильи 154-го истребительного авиационного полка 8-й воздушной армии Ленинградского фронта командир 159-го истребительного авиационного полка 275-й истребительной авиационной дивизии 13-й воздушной армии Ленинградского фронта | капитан майор                                      | 24.08.1914 — 22.08.1967                    | [ БС 25 ] [ ГС 94 ] [ НЛ 89 ]   |
| 557   | Покрышкин Александр Иванович                                                                                     | 24.05.1943 24.08.1943 19.08.1944 | авиация                             | командир эскадрильи 16-го гвардейского истребительного авиационного полка 216-й смешанной авиационной дивизии 4-й воздушной армии Северо-Кавказского фронта командир 16-го гвардейского истребительного авиационного полка 9-й гвардейской истребительной авиационной дивизии 4-й воздушной армии Северо-Кавказского фронта командир 9-й гвардейской истребительной авиационной дивизии 7-го истребительного авиационного корпуса 8-й воздушной армии 1-го Украинского фронта   | гвардии капитан гвардии майор гвардии подполковник | 19.03.1913 — 13.11.1985                    | [ БС 25 ] [ ГС 95 ] [ НЛ 90 ]   |
| 558   | Полагушин Николай Иванович                                                                                       | 19.04.1945                       | авиация                             | командир эскадрильи 15-го гвардейского штурмового авиационного полка 277-й штурмовой авиационной дивизии 1-й воздушной армии 3-го Белорусского фронта | гвардии капитан                                    | 07.03.1923 — 02.02.1999                    | [ БС 26 ] [ ГС 96 ] [ НЛ 91 ]   |
| 559   | Полбин Иван Семёнович                                                                                            | 23.11.1942 06.04.1945            | авиация генерал                     | командир 150-го скоростного бомбардировочного авиационного полка Сталинградского фронта командир 6-го гвардейского бомбардировочного авиационного корпуса 2-й воздушной армии 1-го Украинского фронта | подполковник гвардии генерал-майор                 | 27.01.1905 — 11.02.1945                    | [ БС 26 ] [ ГС 97 ] [ НЛ 92 ]   |
| 560   | Полевой Иван Степанович укр. Польовий Іван Степанович                                                            | 23.02.1945                       | авиация                             | заместитель командира 132-го бомбардировочного полка 334-й бомбардировочной авиационной дивизии 3-й воздушной армии 1-го Прибалтийского фронта | майор                                              | 07.01.1907 — 20.08.1944                    | [ БС 26 ] [ ГС 98 ] [ НЛ 93 ]   |
| 561   | Полевой Павел Гордеевич                                                                                          | 21.07.1944                       | пехота                              | командир роты 286-го стрелкового полка 90-й стрелковой дивизии 21-й армии Ленинградского фронта | лейтенант                                          | 18.12.1915 — 25.01.1960                    | [ БС 26 ] [ ГС 99 ] [ НЛ 94 ]   |
| 562   | Полежаев Николай Сергеевич                                                                                       | 27.02.1945                       | танкист                             | механик-водитель танка Т-34 267-го танкового батальона 23-й танковой бригады 9-го танкового корпуса 33-й армии 1-го Белорусского фронта | старший сержант                                    | 29.12.1921 — 21.06.1974                    | [ БС 26 ] [ ГС 100 ] [ НЛ 95 ]  |
| 563   | Полежаев Семён Антонович                                                                                         | 13.03.1944                       | авиация                             | командир эскадрильи 16-го гвардейского авиационного полка 1-й гвардейской авиационной дивизии 1-го гвардейского авиационного корпуса Авиации дальнего действия | гвардии майор                                      | 12.09.1918 — 19.09.1982                    | [ БС 26 ] [ ГС 101 ] [ НЛ 96 ]  |
| 564   | Полежайкин Сергей Иванович                                                                                       | 24.03.1945                       | Авточасти и шофёры всех родов войск | офицер разведки 1-го гвардейского отдельного мотоциклетного полка 5-й гвардейской танковой армии 1-го Прибалтийского фронта | гвардии старший лейтенант                          | 14.09.1920 — 10.10.1944                    | [ БС 26 ] [ ГС 102 ] [ НЛ 97 ]  |
| 565   | Полетаев Фёдор Андрианович                                                                                       | 26.12.1962                       | Итальянское движение сопротивления  | активный участник партизанской борьбы в Италии, боец бригады «Оресте» в составе партизанской дивизии «Пинан Чикеро» | —                                                  | 14.05.1909 — 02.02.1945                    | ——                              |
| 566   | Полецкий Сергей Иванович                                                                                         | 05.05.1945                       | артиллерия                          | командующий артиллерией 16-го гвардейского стрелкового корпуса 11-й гвардейской армии 3-го Белорусского фронта | гвардии полковник                                  | 25.09.1907 — 15.05.1945                    | [ БС 28 ] [ ГС 104 ] [ НЛ 98 ]  |
| 567   | Полещиков Николай Иванович                                                                                       | 03.06.1944                       | инженер                             | командир отделения инженерно-минной 4-й гвардейской механизированной бригады 2-го гвардейского механизированного корпуса 28-й армии 3-го Украинского фронта | гвардии красноармеец                               | 04.05.1910 — 13.11.1944                    | [ БС 28 ] [ ГС 105 ] [ НЛ 99 ]  |
| 568   | Полещук Василий Лукьянович                                                                                       | 13.02.1942                       | пехота                              | временно исполняющий должность командира взвода 326-го стрелкового полка 21-й стрелковой дивизии 7-й отдельной армии | сержант                                            | 25.03.1918 — 13.09.1952                    | [ БС 28 ] [ ГС 106 ] [ НЛ 100 ] |
| 569   | Поливанова Мария Семёновна                                                                                       | 14.02.1943                       | пехота                              | снайпер 528-го стрелкового полка 130-й стрелковой дивизии 1-й ударной армии Северо-Западного фронта | красноармеец                                       | 24.10.1922 — 14.08.1942                    | [ БС 28 ] [ ГС 107 ] [ НЛ 101 ] |
| 570   | Поликанов Герасим Павлович                                                                                       | 01.11.1943                       | пехота                              | помощник командира взвода автоматчиков 960-го стрелкового полка 299-й стрелковой дивизии 53-й армии Степного фронта | старший сержант                                    | 23.02.1907 — 02.01.1972                    | [ БС 28 ] [ ГС 108 ] [ НЛ 102 ] |
| 571   | Поликахин Илья Иванович                                                                                          | 24.03.1945                       | пехота                              | разведчик взвода пешей разведки 953-го стрелкового полка 257-й стрелковой дивизии 51-й армии 4-го Украинского фронта | красноармеец                                       | 02.08.1922 — 06.10.1997                    | [ БС 28 ] [ ГС 109 ] [ НЛ 103 ] |
| 572   | Полин Александр Семёнович                                                                                        | 20.12.1943                       | артиллерия                          | командир орудия 130-го гвардейского артиллерийского полка 58-й гвардейской стрелковой дивизии 57-й армии Степного фронта | гвардии сержант                                    | 15.07.1917 — 20.11.1974                    | [ БС 28 ] [ ГС 110 ] [ НЛ 104 ] |
| 573   | Полин Алексей Владимирович                                                                                       | 25.08.1944                       | пехота                              | разведчик взвода пешей разведки 714-го стрелкового полка 395-й стрелковой дивизии 18-й армии 1-го Украинского фронта | красноармеец                                       | 28.03.1910 — 26.02.1944                    | [ БС 28 ] [ ГС 111 ] [ НЛ 105 ] |
| 574   | Полинский Виктор Иванович                                                                                        | 10.01.1944                       | пехота                              | помощник начальника штаба 520-го стрелкового полка 167-й стрелковой дивизии 38-й армии 1-го Украинского фронта | капитан                                            | 24.10.1920 — 17.05.2001                    | [ БС 29 ] [ ГС 112 ] [ НЛ 106 ] |
| 575   | Политов Семён Иванович                                                                                           | 31.05.1945                       | артиллерия                          | командир дивизиона 876-го гаубичного артиллерийского полка 9-й гаубичной артиллерийской бригады 5-й артиллерийской дивизии 4-го артиллерийского корпуса прорыва РГК в составе 3-й ударной армии 1-го Белорусского фронта | майор                                              | 01.09.1913 — 29.11.1980                    | [ БС 30 ] [ ГС 113 ] [ НЛ 107 ] |
| 576   | Полищук Иван Иванович укр. Поліщук Іван Іванович                                                                 | 20.12.1943                       | артиллерия                          | командир батареи 9-го гвардейского отдельного истребительно-противотанкового дивизиона 10-й гвардейской воздушно-десантной дивизии 37-й армии Степного фронта | гвардии лейтенант                                  | 12.12.1918 — 31.10.1943 (пропал без вести) | [ БС 30 ] [ ГС 114 ] [ НЛ 108 ] |
| 577   | Полищук Иван Михайлович укр. Поліщук Іван Михайлович                                                             | 22.02.1944                       | пехота                              | командир 100-го гвардейского стрелкового полка 35-й гвардейской стрелковой дивизии 6-й армии Юго-Западного фронта | гвардии майор                                      | 15.01.1916 — 29.09.1943                    | [ БС 30 ] [ ГС 115 ] [ НЛ 109 ] |
| 578   | Полищук Иосиф Митрофанович укр. Поліщук Йосип Митрофанович                                                       | 17.10.1943                       | пехота                              | стрелок 1033-го стрелкового полка 280-й стрелковой дивизии 60-й армии Центрального фронта | красноармеец                                       | 26.03.1912 — 05.10.1943                    | [ БС 30 ] [ ГС 116 ] [ НЛ 110 ] |
| 579   | Полищук Спиридон Кириллович укр. Поліщук Спиридон Кирилович                                                      | 29.06.1945                       | пехота                              | командир батальона 292-го стрелкового полка 115-й стрелковой дивизии 2-й гвардейской армии 3-го Белорусского фронта | майор                                              | 20.12.1916 — 21.02.2002                    | [ БС 30 ] [ ГС 117 ] [ НЛ 111 ] |
| 580   | Полковников Павел Михайлович                                                                                     | 17.04.1943                       | пехота                              | командир роты мотострелкового батальона 178-й танковой бригады 10-го танкового корпуса Юго-Западного фронта | старший лейтенант                                  | 1912 — 06.02.1943                          | [ БС 30 ] [ ГС 118 ] [ НЛ 112 ] |
| 581   | Половец Иван Кузьмич                                                                                             | 22.02.1944                       | пехота                              | командир 42-го гвардейского стрелкового полка 13-й гвардейской стрелковой дивизии 5-й гвардейской армии 2-го Украинского фронта | гвардии майор                                      | 04.01.1908 — 06.06.1985                    | [ БС 31 ] [ ГС 119 ] [ НЛ 113 ] |
| 582   | Половинкин Александр Иванович                                                                                    | 10.04.1945                       | пехота                              | командир отделения 898-го стрелкового полка 245-й стрелковой дивизии 59-й армии 1-го Украинского фронта | ефрейтор                                           | 1920 — 08.03.1945                          | [ БС 32 ] [ ГС 120 ] [ НЛ 114 ] |

| Навигационная таблица | Навигационная таблица                 |
| --------------------- | ------------------------------------- |
| «П»                   | Павкин Иван — Пантелеев Лев           |
| «П»                   | Пантелькин Анатолий — Перелёт Алексей |
| «П»                   | Перепелица Александр — Петрушин Иван  |
| «П»                   | Петрюк Василий — Плетенской Павел     |
| «П»                   | Плетнёв Пётр — Половинкин Александр   |
| «П»                   | Половинкин Валентин — Попов Николай   |
| «П»                   | Попов Павел — Просолов Иван           |
| «П»                   | Просяник Емельян — Пятяри Иван        |